# 阎颖
阎颖（1928年—），女，河北丰润人，中华人民共和国政治人物，曾任国家经济委员会副主任，国务院副秘书长，第七、八、九届全国政协委员。